# Temnosternopsis dissimilis
Temnosternopsis dissimilis är en skalbaggsart som först beskrevs av Francis Polkinghorne Pascoe 1859.  Temnosternopsis dissimilis ingår i släktet Temnosternopsis och familjen långhorningar. Inga underarter finns listade i Catalogue of Life.